# Martin P5M Marlin
Martin P5M (P-5) Marlin – amerykańska patrolowa łódź latająca z okresu po 1945 roku.

## Historia
Po zakończeniu II wojny światowej w wytwórni Glenn L. Martin rozpoczęto pracę nad nowym wodnosamolotem, który miałby zastąpić wodnosamolot Martin PBM Mariner. Konstrukcja tego samolotu została oparta na konstrukcji swojego poprzednika, skrzydła pozostawiono w układzie mewa, natomiast kadłub znaczenie zmieniono i powiększono (niektóre źródła podają, że kadłub był wzorowany na japońskim wodnosamolocie Kawanishi H6K). Tak zbudowany samolot otrzymał oznaczenie XP5M.
Prototyp samolotu został oblatany 30 maja 1948 roku. W samolocie tym oprócz uzbrojenia ofensywnego: torped i bomb głębinowych, planowano także silne uzbrojenie obronne w dwóch obrotowych wieżyczkach umieszczonych z przodu i z tyłu kadłuba. W wieżyczkach tych znajdować się miały po dwa sprzężone działka lotnicze kal. 20 mm, a w wieżyczce na grzbiecie kadłuba dwa sprzężone karabiny maszynowe kal. 12,7 mm. Po zaakceptowaniu przez amerykańską marynarkę wojenną zamówiono w 1950 roku serię 156 samolotów oznaczonych jako P5M Marlin. W samolotach seryjnych zmniejszono uzbrojenie obronne, pozostawiono jedynie wieżyczkę z tyłu kadłuba uzbrojoną w dwa działka kal. 20 mm, natomiast z przodu kadłuba umieszczono radar APS-80 (wcześniej planowano jego umieszczenie w kabinie załogi). Pierwszy lot samolotu seryjnego odbył się 22 czerwca 1951 roku. Oprócz tego znalazły się na jego pokładzie urządzenia do wykrywania okrętów podwodnych: sonar pasywny i aktywny. W czasie produkcji seryjnej, po zbudowaniu 34 samolotów, następne wyposażono dodatkowo w detektor anomalii magnetycznych AN/ASQ 8, tak wyposażone samoloty oznaczono jako P5M-1S. W tym czasie zbudowano także siedem takich samolotów dla amerykańskiej Straży Wybrzeża, samoloty te nie posiadały uzbrojenia, natomiast otrzymały wyposażenie dla ratownictwa morskiego.
W 1951 roku rozpoczęto prace nad nową wersją tego samolotu, która została oblatana w sierpniu 1953 roku i otrzymał oznaczenie P5M-2. Otrzymał on nowe wyposażenie do wykrywania okrętów podwodnych oraz mocniejszy silnik. Zbudowano 117 tego typu samolotów. Ponadto zbudowano 7 samolotów dla Straży Wybrzeża, bez wyposażenia wojskowego, ale ze sprzętem do ratownictwa morskiego. W 1959 roku zbudowano także 12 tego typu samolotów dla francuskiej Marynarki Wojennej. Produkcję tych samolotów zakończono ostatecznie w 1959 roku, wyprodukowano łącznie 267 samolotów P5M Marlin wszystkich wersji.
Wersje samolotu Martin P5M Marlin:
- P5M – prototyp samolotu
- P5M-1 (od 1962 oznaczenie P-5A) – samoloty seryjne dla amerykańskiej Marynarki Wojennej
- P5M-1G – samoloty przeznaczone dla amerykańskiej Straży Wybrzeża z wyposażeniem ratowniczym
- P5M-1S (SP-5A) – samoloty wyposażone w detektor anomalii magnetycznych
- P5M-1T (TP-5A) – samoloty należące do amerykańskiej Straży Wybrzeża przebudowane na samoloty szkolno-treningowe i przekazane w 1961 roku Marynarce Wojennej
- P5M-2 (P-5B) – ulepszona wersja samolotu przeznaczona do Marynarki Wojennej
- P5M-2G – samoloty przeznaczone dla Straży Wybrzeża
- P5M-2S (SP-5B) – samoloty wyposażone w detektor anomalii magnetycznych

## Użycie w lotnictwie
Samoloty Martin P5M Marlin od 1952 wprowadzano do lotnictwa amerykańskiej Marynarki Wojennej, jako pierwsza otrzymała je eskadra patrolowa VP-44 w dniu 23 kwietnia 1952 roku. Po niej kolejne, ostatecznie znalazły się one na wyposażeniu 12 eskadr patrolowych: VP-30 (okres użytkowania 1960-1965), VP-31 (1960-1963), VP-40 (1953-1967), VP-42 (1953-1959), VP-44 (1952-1960), VP-45 (1954-1962), VP-46 (1953-1961), VP-47 (1954-1962), VP-48 (1954-1960), VP-49 (1952-1962), VP-50 (1956-1962), VP-56 (1953-61). W 1961 roku Marynarka Wojenna otrzymała również dodatkowo samoloty P5M od Straży Wybrzeża, które zostały przebudowane na samoloty szkolno-treningowe. Ostatni samolot tego typu SP-5B został wycofany z użycia w dniu 15 października 1967 roku ze składu eskadry patrolowej VP-40. Następnie 17 lipca 1968 roku przekazany do National Air and Space Museum Instytutu Smithsona, a potem do National Museum of Naval Aviation.
Oprócz Marynarki Wojennej samoloty P5M Marlin używała także amerykańska Straż Wybrzeża w wersji ratownictwa morskiego P5M-1G i P5M-2G. Używała je od maja 1954 do 1961. Stacjonowały one w bazach Straży Wybrzeża w Sankt Petersburgu na Florydzie i San Francisco. Następnie zostały one przekazane Marynarce Wojennej, gdzie używano ich jako samolotów szkolno-treningowych.
Samoloty te użytkowało także lotnictwo morskie Francji, które zakupiło 12 sztuk tego typu. Dziesięć z nich było użytkowane w bazie lotniczej francuskiej Marynarki Wojennej w Dakarze w latach 1960 do 1964.

## Opis techniczny
Samolot Martin P5M był górnopłatem o konstrukcji metalowej, skrzydło typu mewa. Kadłub łodzi latającej, pod skrzydłami pływaki stabilizujące. W przedniej części kadłuba mieściły się urządzenia do wykrywania okrętów nadwodnych i podwodnych: sonary, radary i detektory anomalii magnetycznych. Następnie kabina załogi. Na końcu w części ogonowej znajdowała się obrotowa wieżyczka z dwoma sprzężonymi działkami lotniczymi kal. 20 mm (tylko w wersji przeznaczonej dla Marynarki Wojennej). W wersji ratowniczej w kadłubie znajdował się sprzęt SAR.
Napęd stanowiły dwa silniki gwiazdowe umieszczone w gondolach na skrzydłach po obu stronach kadłuba, napędzające śmigła czterołopatowe.
Uzbrojenie ofensywne w samolotach Marynarki Wojennej – torpedy, bomby i miny – było umieszczone w dwóch gondolach znajdujących się pod skrzydłami. Natomiast uzbrojenie obronne w postaci 2 działek kal. 20 mm, w obrotowej wieżyczce umieszczonej w  tylnej części kadłuba.